# 李非平
李非平（1913年2月—2003年9月6日），原名赵桂岭，男，河南南乐人，中华人民共和国政治人物，曾任中华人民共和国冶金工业部副部长。

## 生平
南乐县近德固乡东吉七村出生。考入县立第一高级小学读书时，李非平辍学，于1928年秋再考入大名第十一中学，后因家庭经济不济而休学。1929年冬，李非平入天津河北工学院化工试验厂当学徒工。1931年秋，李非平考入河北省立保定第二职业学校机械科，1934年夏入天津河北工学院机械科学习。
1952年至1958年，历任国家钢铁工业管理局基建处处长、冶金工业部建筑局副局长、基本建设司司长。
1962年，由于苏联撤走专家，火车车轮轮箍制造工业陷入困境。李非平等人临危授命，进行自己设计、自己制造设备、自己施工，经三年奋战，建设了马鞍山车轮轮箍工程，于1964年10月投产，从而结束了中国进口车轮轮箍的历史。
1965年，李非平任攀枝花特区总指挥，为1966年开始的大规模建设打下坚实基础。文革中，李非平受尽劫难，屡被批斗。1967年春，国务院总理周恩来批准其回京治病。次年，李非平又被关押。1969年秋入云南劳动改造。1972年秋，李非平恢復名譽，调回国家冶金部，12月随高扬文回到攀枝花钢铁基地，次年6月调任冶金工业部基本建设总局局长。1974年7月，李非平赴武汉钢铁公司。工程由毛泽东主席亲自批准，国家投资40亿元从歐美引进大批现代化高精尖设备。李非平不顾年逾花甲，抱病工作在第一线，率10万建设大军日夜奋战。工程于1978年胜利建成投产。
1977年，李非平调任国家冶金工业部副部长，仍分工主管冶金工业的基本建设工作。1979年任常务副部长、党组副书记，协助部长唐克管理冶金工业的全面工作。1981年秋，李非平兼任上海宝山钢铁总厂工程指挥部总指挥、党委书记。宝钢是中国引进的大型骨干企业，是建国以后最大的工程之一，总投资额在200亿元以上。李非平奔走在京沪之间，在11平方公里的土地上摆布了码头、原料场地、发电厂、焦化、炼铁、炼钢、轧钢等数以千计的工程项目，成功地组织钢铁生产大会战，为中国的钢铁工业以及有色金属工业的快速发展做出了重大贡献。1983年10月，李非平主动退居二线，任冶金部顾问，仍负责宝钢工程建设，直至1985年9月第一期工程完成，于1986年正式离休。
2003年7月去世，享年90岁。